# 小行星1338
小行星1338（1338 Duponta）是一颗绕太阳运转的小行星，为主小行星带小行星。该小行星于1934年12月4日发现。
該小行星以發現者路易·博耶的姪子馬克·杜邦（Marc Dupont）命名。

## 轨道参数
小行星1338的轨道半长轴为2.2636663 UA，离心率为0.113。